# Fængselshjælpen
Fængselshjælpen var en forening, der havde til formål at hjælpe løsladte fanger eller lovovertrædere, der ikke var straffet. 
Foreningen blev stiftet i København i 1902 af blandt andet August Goll. Den hjalp de tidligere kriminelle med at komme ud på arbejdsmarkedet igen og med de praktiske opgaver, der skulle håndteres efter løsladelse.
Undtagelelsvist hjalp foreningen også potentielle kriminelle.
Foreningen oprettede flere institutioner, blandt andet Optagelses- og iagttagelseshjemmet Stengården i Gladsaxe Kommune, der eksisterede fra 1921 til 1955.
Efter foreningens nedlæggelse i 1951 blev opgaverne overtaget af Dansk Forsorgsselskab, men siden 1973 har Kriminalforsorgen i Frihed haft til at opgave at hjælpe løsladte fanger.